# カサレッチェ
カサレッチェ(Casarecce)は、イタリアのシチリア州地域が原産の捻じれたショートパスタである。名前はイタリア語で「ホームメードの」という意味のcasereccioに由来する。巻物のように巻いた形である。
クリームやチーズ、肉、ナポリターナ、シーフード、ペスト、野菜等とよく合う。